# Shoushan (sockenhuvudort i Kina, Heilongjiang Sheng, lat 45,45, long 128,44)
Shoushan (kinesiska: 寿山, 寿山乡) är en sockenhuvudort i Kina. Den ligger i provinsen Heilongjiang, i den nordöstra delen av landet, omkring 140 kilometer öster om provinshuvudstaden Harbin. Antalet invånare är 14 326. Befolkningen består av 6 742 kvinnor och 7 584 män. Barn under 15 år utgör 13,0 %, vuxna 15-64 år 80 %, och äldre över 65 år 6,0 %.
Runt Shoushan är det ganska tätbefolkat, med 75 invånare per kvadratkilometer. Närmaste större samhälle är Yanshou, 8,8 km väster om Shoushan. Omgivningarna runt Shoushan är en mosaik av jordbruksmark och naturlig växtlighet.
Genomsnittlig årsnederbörd är 907 millimeter. Den regnigaste månaden är juli, med i genomsnitt 189 mm nederbörd, och den torraste är januari, med 9 mm nederbörd.